# 인도시아르
인도시아르(인도네시아어: PT. Indosiar Visual Mandiri, 약칭 Indosiar)는 인도네시아의 텔레비전 네트워크다. 1994년 1월 11일에 설립되어, 1년후 아날로그 PAL 송출을 통해 인도네시아 군도 전역에 수신을 시작했다. 2011년부터 엘랑 마코타 테크놀로지가 소유하고 있다. 2013년 5월 1일 인도시아르 카르야 미디어가 수르야 치트라 미디어에 인수하여 운영되고 있다.

## 프로그램
이 방송국은 와양 공연(더 이상 방영되지 않음)과 단두트 탈렌트 쇼 등 문화 편성에 중점을 두고 있다. 최근에는 가끔 스포츠와 드라마도 방영되고 있다.
인도시아르에서는 한국의 도깨비, 황진이, 대장금, 궁, 궁S, 풀하우스, 꽃보다 남자, 아가씨를 부탁해, 맨땅에 헤딩, 스타일, 찬란한 유산, 선덕여왕, 열여덟 스물아홉, 일본의 1리터의 눈물, 울트라맨 뫼비우스, 명탐정 코난, 아름다운 그대에게, 대만의 백옥지연(白屋之戀), 심성의 눈물(心星的泪光) 같은 드라마를 일부 선보였다.
인도시아르는 2013년 6월부터 방송된 케루아르가 소맛을 비롯한 인도네시아 만화도 선보였다.
다른 인기 있는 인도네시아어 프로그램으로는  Melangkah Di Atas Awan과 같은 뮤지컬 드라마 시리즈, "슈퍼소울메이트 쇼", "맘마미아", "스타두트"같은 음악 오디션 프로그램이 있다.
이 방송국은 2009년에 시작된 데이트 쇼인 테이크 미 아웃 인도네시아와 같은 리얼리티 버라이어티 쇼를 통해 더 많은 시청률을 목표로 했다. 2014년, 인도시아르는 새로은 예능 프로그램 "단두트 아카데미", "코미디 아카데미", "D T3롱 쇼", "고양-고양 셍골", "리가 단두트 인도네시아", "빈탕 판투라", "팝 아카데미"를 방송했다.
2013년 인도시아르는 메가 크레아시 필름의 종교 주제 드라마와 아마나 수르가 프로덕션의 드라마를 SCTV와 함께 방송했다. 오늘날에는 종교를 주제로 한 시리즈가 방송국의 가장 인기 있는 주간 프로그램이 되었으며, 단두트 탈렌트 쇼는 저녁 프로그램으로 방영되고 있다. 이 프로그램은 매일 방송된다.

### 스포츠 프로그램
인도시아르는 현재 미국 NBA 결승전을 2017년부터 2020년까지, 인도네시아 리가 1을 2018년부터 2023년까지, 인도네시아 프레지던트컵을 2015년부터, 동남아시아 경기 대회를 인도네시아 리가 2와 함께 중계하고 있다.
2003년부터 2004년까지 나스카컵 시리즈를, 1998년부터 2000년까지(다시 2013년부터 2016년까지 SCTV와 함께) FA 프리미어 리그를, 2005년부터 2007년까지 및 2011년에 세리에 A를, 2014년에 인터 밀란-AC 밀란을, 2012년과 2013년에 분데스리가를 중계했다. 인도시아르는 또한 오렌지 탑 14와 칼베 슈퍼 럭비에서 럭비 프로그램을 편성했다.
이 채널은 또한 세계 레슬링 연맹에 의해 프로모션이 구매될 때까지 신디케이트된 월드 챔피언십 레슬링 프로그램을 방송했으며, 지역 권투 경기들은 게라르 틴주 프로페셔널(프로 복싱 타이틀)라는 타이틀로 방영했다. 격투 스포츠 프로그램은 2013년부터 2014년까지 ONE FC를 방영하면서 인도시아르로 복귀하였고, 이후 이 프로그램은 자매 채널인 SCTV로 옮겨졌다.

## 로고

인도시아르의 이전 로고, 1995년 1월 11일부터 2014년 11월 30일까지 사용(1995년부터 2007년까지, 그리고 2012년 3월부터 10월 16일까지 워터마크에도 사용됨)

인도시아르는 역사를 통틀어 여러 로고를 사용해 왔다. 첫 번째 로고는 1995년에 출범했으며 2012년에 부활했다. 이후 2014년 12월 1일 워터마크 로고가 업데이트했으며 2015년 1월 11일 공식적으로 기업 로고로 사용되었다.

## 시청률
2008년 9월에 주장된 시청률은 전체 시청자의 16.2%였다. 2009년 12월까지 이 비율은 11.6%로 줄어들었다.

## 같이 보기
- TVB
- 모지
- SCTV
- 엘신타 TV
- 아즈와 TV
- 멘타리 TV